# Jelenia Góra
Jelenia Góra ([jɛˈlɛɲa ˈgura]ⓘ, hasta 1945 en alemán: Hirschberg im Riesengebirge) es una ciudad de Polonia, con derechos de Powiat, situado en el sudoeste del país. Concretamente en el voivodato (o provincia) de la Baja Silesa. Es la sede administrativa del distrito (powiat) de Jelenia Góra, aunque no está dentro de él y por sí misma es otro distrito.
La ciudad se sitúa muy cerca de las Montañas de los Gigantes, y constituye un importante centro de turismo en Polonia, dado que muy cerca de la ciudad se sitúan algunas estaciones de esquí como la de Karpacz, del mismo modo en que al sudoeste, en el barrio Cieplice Zdrój, se encuentra una importante estación turística.

## Historia
Se dice que la ciudad fue fundada entre 1108 y 1111, siendo ampliada por el duque Boleslaw II de Legnica en 1241. Este primer asentamiento se convirtió oficialmente en ciudad en 1288 a través del Fuero de Magdeburgo.
Con el nombre de Hirschberg, la ciudad fue heredada por los Habsburgo de Austria en 1526. Dos años más tarde la ciudad adoptó la fe protestante. Una escuela protestante fue fundada en 1566.
Durante la Guerra de los Treinta Años la ciudad sufrió asedios de los dos contendientes y se vio forzada a pagar altas contribuciones, siendo incendiada durante un cerco en 1634.
En 1871 la ciudad pasó a formar parte de la Baja Silesia en el proceso de unificación de Alemania liderado por el Reino de Prusia.

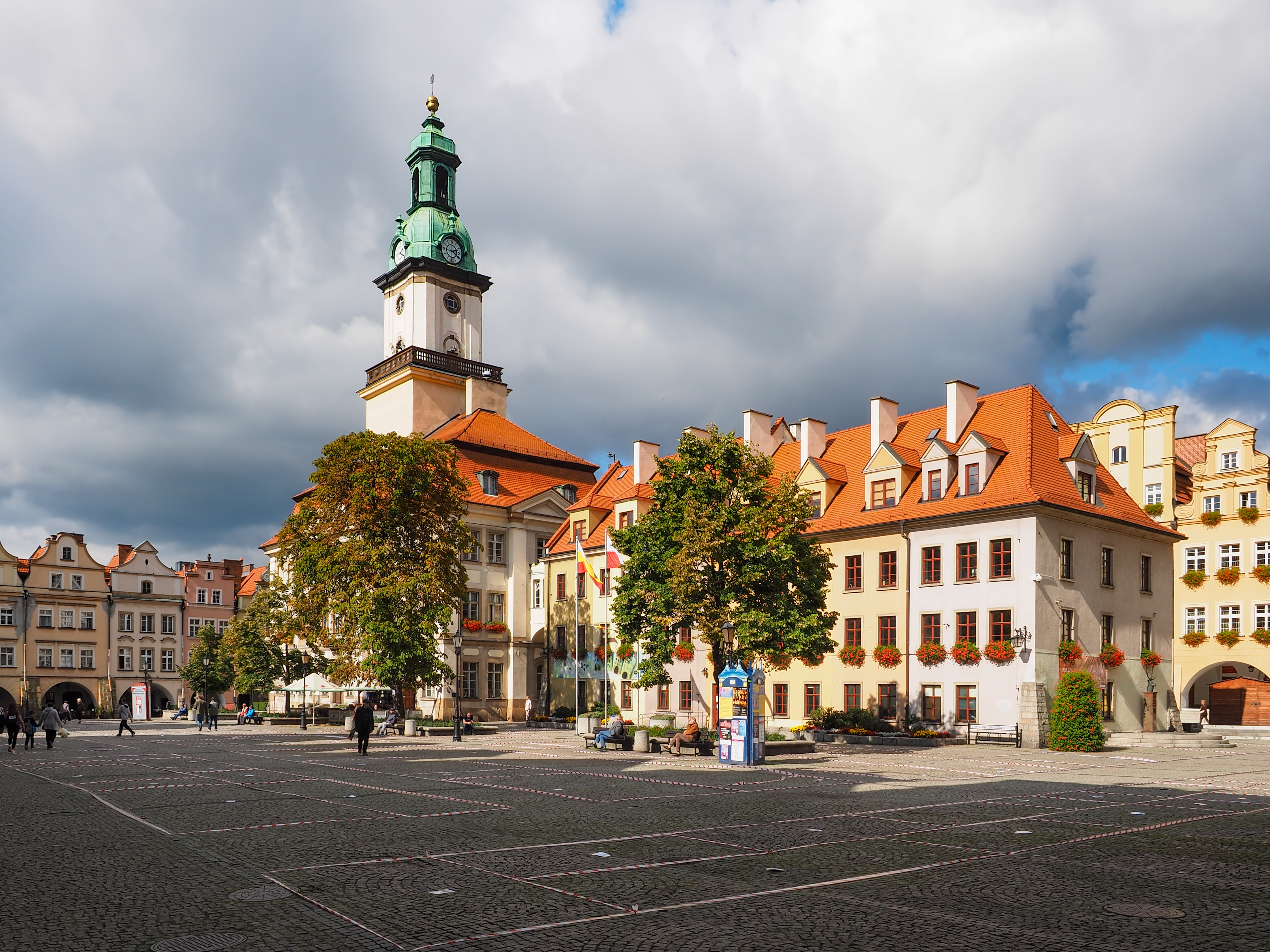
Plaza en Jelenia Góra

Después de la Primera Guerra Mundial, en 1919, la ciudad pasó a formar parte de la Provincia de Baja Silesia. Tras el final de la Segunda Guerra Mundial en 1945 y mediante la frontera Óder-Neisse acordada en la Conferencia de Potsdam, la ciudad fue puesta bajo la administración de Polonia, siendo nombrada y reconocida oficialmente bajo el nombre polaco de Jelenia Góra y los habitantes alemanes que aún permanecían fueron expulsados a Alemania y sustituidos por colonos polacos.
La ciudad no fue destruida durante la guerra, sin embargo las nuevas autoridades polacas destrozaron hasta el año 1965 su casco antiguo, así como destruyeron el cementerio de la iglesia protestante. Más tarde se reconstruirían los edificios antiguos de alrededor del mercado, aunque con formas más simples que las de los originales.

## Ciudades hermanadas
- Bautzen (Alemania)
- Cervia (Italia)
- Erftstadt (Alemania)
- Randers (Dinamarca)
- Tequila (México)
- Valkeakoski (Finlandia)
- Tyler (Estados Unidos)